# Quercus ludoviciana

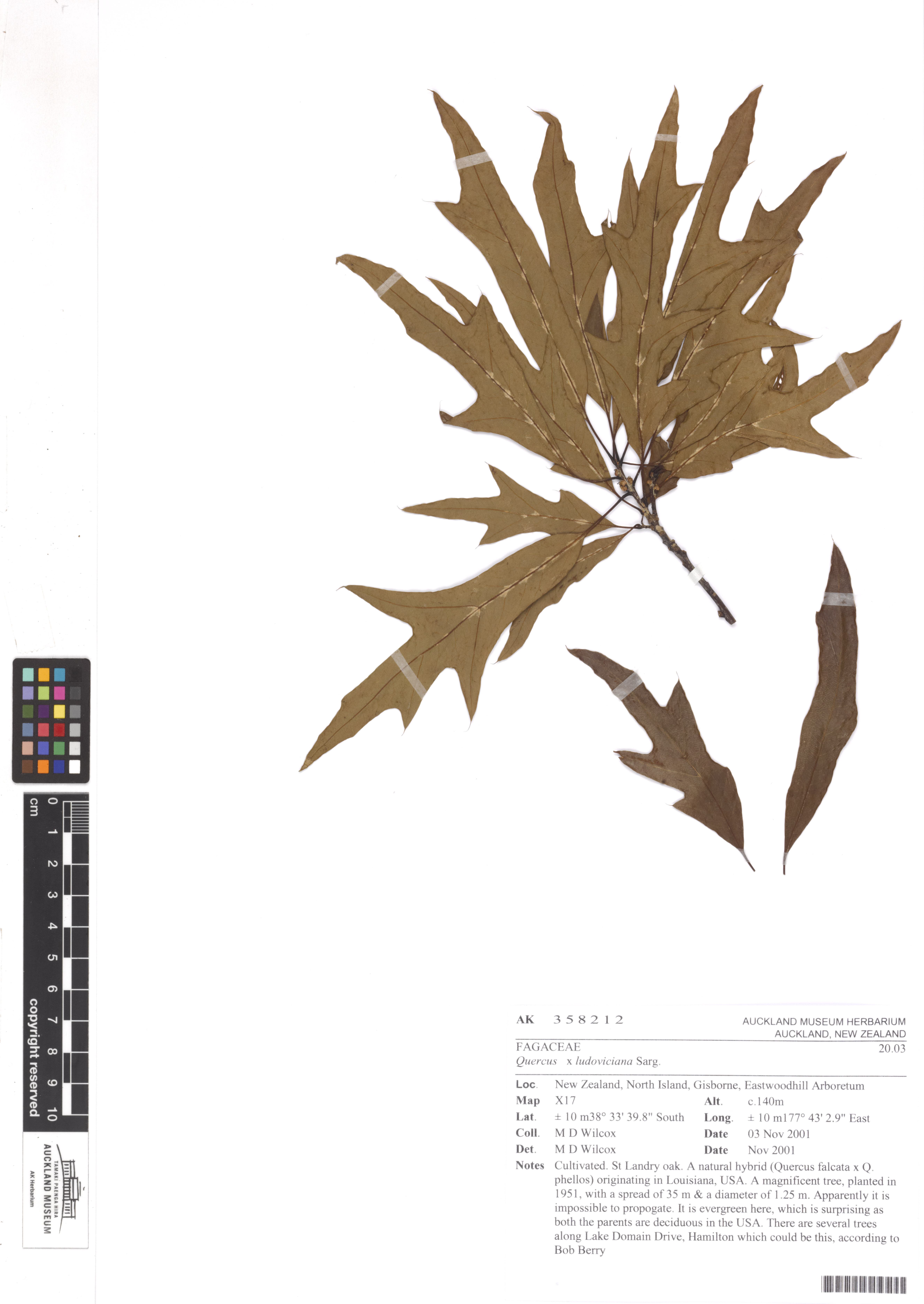

Quercus ludoviciana là một loài thực vật có hoa trong họ Cử. Loài này được Sarg. miêu tả khoa học đầu tiên năm 1913.